# Flotten-Kriegsabzeichen
Das Flotten-Kriegsabzeichen wurde am 30. April 1941 vom Oberbefehlshaber der Kriegsmarine, Großadmiral Erich Raeder, gestiftet. Es konnte an alle Besatzungsmitglieder, einschließlich der im Kampf gefallenen oder verstorbenen Soldaten, der eingesetzten Schlachtschiffe und Kreuzer verliehen werden.

## Aussehen
Das hochovale, aus Tombakbronze (später aus Feinzink) gefertigte Abzeichen zeigt mittig ein auf den Betrachter zufahrendes stilisiertes Schlachtschiff. Über seinen Entwurf sagte der Marinemaler Adolf Bock: Es wurde ein Abzeichen für die schweren (See)Streitkräfte verlangt. Also musste das Abzeichen dementsprechend wuchtig, kriegerisch und massiv wirken. Die wuchtige Darstellung war am besten so zu erreichen, dass ich das Schiff von vorn gesehen mit mächtiger Bugwelle und drohenden Kanonenrohren darstelle. Das  Schiff wird von einem Eichenkranz umschlossen. Das Abzeichen zeigt an seiner oberen Seite das Hoheitsabzeichen der Kriegsmarine, einen Reichsadler mit ausgebreiteten Schwingen, der in seinen Fängen ein auf dem Kopf stehendes Hakenkreuz hält.
| Flotten-Kriegsabzeichen | Flotten-Kriegsabzeichen (1957er Version) | Flotten-Kriegsabzeichen mit Brillanten (Replik) | Flotten-Kriegsabzeichen mit Brillanten (1957er Version) |

## Stiftungserlass
Der Stiftungserlass zum Flotten-Kriegsabzeichen wurde am 30. April 1941 im Reichsgesetzblatt veröffentlicht. Sein voller Wortlaut war:
- 1. Im Kampf gegen England haben die Schlachtkreuzer und Kreuzer auf weitreichenden, wagemutigen Unternehmungen dem Gegner empfindliche Verluste an Schiffsraum zugefügt und damit den Blockadering um England immer enger gezogen. In Anerkennung dieser Taten ordne ich die Einführung eines Kriegsabzeichens für die eingesetzten Flottenstreitkräfte (Flotten-Kriegsabzeichen) an.
- 2. Das Abzeichen kann den Besatzungen (einschließlich der gefallenen oder verstorbenen Soldaten und sonstigen berechtigten Anwärter) der eingesetzten Schlachtschiffe verliehen werden. Die Verleihung erfolgt durch den Befehlshaber des Verbandes.
- 3. Das Abzeichen kann auch an Besatzungen der sonstigen mit dem Flottenstreitkräften eingesetzten Schiffe, für die ein besonderes Kriegsabzeichen bisher nicht vorgesehen ist, verliehen werden. Die Verleihung erfolgt durch den dem übergeordneten Befehlshaber in der Dienststellung mindestens eines Konteradmirals (Kommodore).
- 4. Das Abzeichen wird zur Uniform wie das U-Boot-Kriegsabzeichen (1939) getragen.

## Verleihungsbedingungen
Die Verleihungsbedingungen wurden im Marineverordnungsblatt vom 5. Juni 1941 veröffentlicht. Diese waren:
- I. Allgemeine Bedingungen
  - Würdigkeit und gute Führung
- II. Besondere Bedingungen
  - a) Bewährung auf einer oder mehreren Kriegsfahrten von zusammen mindestens 12 Wochen
  - b) von der unter a) festgesetzten Frist kann abgewichen werden:
    - 1. wenn die Unternehmung besonders erfolgreich war oder der einzelne sich hierbei besonders ausgezeichnet oder gefallen ist
    - 2. beim Verlust eines Schiffes durch Feindeinwirkung und in besonderen Fällen bei Verwundungen
    - 3. für die Teilnahme an beiden Gefechten bei Island (Rawaldpindi) und Jan Mayen
- III. Verstorbenen, die die Voraussetzungen erfüllt oder annähernd erfüllt haben, kann das Abzeichen nur verliehen werden, wenn ihr Tod die Folge einer Verwundung, eines Unglücksfalles oder einer Erkrankung ist, welche sie während der Feindfahrt erlitten bzw. sich zugezogen haben.
- IV. An Besatzungen der sonstigen mit den Flottenstreitkräften eingesetzten Schiffe darf das Flottenkriegsabzeichen nur verliehen werden, wenn solche Schiffe in Verbindung mit Seestreitkräften mit Kampfaufgaben betraut waren.
- V. Das Flottenkommando wird ermächtigt, die vorstehend gegebenen Bedingungen, nötigenfalls im Benehmen mit dem Kommandierenden Admiralen Nord und Ost, zu ergänzen.

## Erweiterte Verleihungsbedingungen
In den folgenden Monaten und Jahren erließ das Oberkommando der Kriegsmarine noch mehrere ergänzende Verleihungsbedingungen, um auch diejenigen Marinesoldaten zu würdigen, die von den bisherigen Verleihungsbedingungen nicht erfasst worden waren. Diese waren (auszugsweise):

### 15. Juli 1941
- 1. Gemäß der Ausführungsbestimmungen wird das Abzeichen an gerettete Besatzungsmitglieder folgender Schiffe verliehen: Schlachtschiff Bismarck, Kreuzer Admiral Graf Spee, Kreuzer Blücher
- 2. Gemäß den Ausführungsbestimmungen sind folgende Unternehmungen als besonders erfolgreich anzusehen
  - a) Unternehmung Kreuzer Admiral Hipper im Februar 1941
  - b) Unternehmung der Schlachtschiffe Gneisenau und Scharnhorst im Januar/März 1941

### 28. Oktober 1941
- a) Bewährung auf einer oder mehreren Kriegsfahrten außerhalb des Küstenvorfeldes des Heimatgebiets und der besetzten Gebiete von mindestens 12 Wochen.
- b) Wird die unter a) festgesetzte Frist (12 Wochen = 12 Punkte, je Woche ohne Kampfhandlungen = 1 Punkt) nicht erfüllt, so können folgende Unternehmen anteilsmäßig in Anrechnung gebracht werden mit folgender Punktbewertung:
  - 1. Sämtliche Handelskriegsunternehmungen, auch die abgebrochenen, soweit die Breite von Horns Riff nordwärts passiert war, mit je 1 Punkt
  - 2. Sämtliche Minenunternehmen der Kreuzer mit je 2 Punkten
  - 3. Vorstöße der Kreuzer in der Nordsee mit je 1 Punkt
  - 4. Marsch nach Norwegen im April 1940 mit 1 Punkt
  - 5. Besetzung von Norwegen, einbegriffen alle in diesem Zusammenhang erfolgten Kampfhandlungen mit 4 Punkten
  - 6. Rückmarsch von Norwegen im April 1940 mit 1 Punkt
  - 7. Jeder weitere Marsch von der Heimat nach Norwegen und zurück, sofern dieser wenigstens bis zur Breite von Bergen geführt hat, mit 1 Punkt.
  - 8. Durchgeführte Artilleriegefechte mit feindlicher Gegenwehr in See mit je 4 Punkten (außer Kämpfen in den Fjorden gemäß Ziffer 5).
  - 9. Erfolgreiche Abwehr feindlicher Großangriffe mit Bomben und Torpedoflugzeugen in See bei mindestens einem Abschuss mit je 4 Punkten. Kampfhandlungen in Häfen und auf Reeden fallen nicht hierunter.
  - 10. Erfolgreiche Einbringung durch Treffer schwerbeschädigte Schiffe unter schwierigen Verhältnissen mit 2 Punkten
  - 11. Beschießung Westerplatte durch Schleswig-Holstein am 1. und 7. September 1939 mit zusammen 3 Punkten
  - 12. Gefecht mit polnischen Batterien auf der Halbinsel Hela von See aus durch Schlesien und Schleswig-Holstein am 25. und 27. September 1939 mit zusammen 4 Punkten
  - 13. Truppenlandungen durch Schlesien und Schleswig-Holstein im Rahmen der Norwegenunternehmung mit 1 Punkt.
- c) Das Abzeichen kann ferner an Verwundete, die das silberne oder goldene Verwundetenabzeichen erhalten haben, auf Antrag in Sonderfällen an Schwerverwundete nach unmittelbarer Feindeinwirkung nach Ermessen der Befehlshaber und Kommandanten unmittelbar verliehen werden.
- d) Die Geretteten vor dem Feind gesunkener Schiffen können das Abzeichen nach Entscheidung des Flottenchefs erhalten. (Anmerkung: die zurückgebliebene Schiffsbesatzung der Admiral Graf Spee in Montevideo (Uruguay), erhielt das Flotten-Kriegsabzeichen nicht)
- e) Das Abzeichen können ferner erhalten: Die Besatzungen von Schiffen, die an besonders erfolgreichen Unternehmungen teilgenommen haben, auch wenn die Dauer von 12 Wochen nicht erreicht wurde. Welche Unternehmungen besonders erfolgreich in diesem Sinne anzusehen sind, bestimmt der Flottenchef.
- f) Über die Verleihung des Flotten-Kriegsabzeichens an Besatzungsangehörige von Troßschiffen und Begleittankern werden die besonderen Verleihungsbedingungen noch gesondert festgesetzt.

### 7. April 1942
Zum 2. Jahrestag der Besetzung Norwegens befahl der Oberbefehlshaber der Kriegsmarine folgende Verleihungserweiterung, [...] dass in Würdigung überragender Bedeutung des Unternehmens und in Anerkennung wagemutigen Einsatzes aller beteiligten Schlachtschiffe und Kreuzer die Norwegenunternehmung als besonders erfolgreiche Unternehmung im Sinne der Verleihungsbedingungen für das Flotten-Kriegsabzeichen anzusehen ist. Damit haben alle Teilnehmer (Besatzungsangehörige) an der Norwegenbesetzung auf den nachstehend genannten Schlachtschiffen und Kreuzern die Verleihungsbedingungen für das Flotten-Kriegsabzeichen erfüllt:
- Schlachtschiff Scharnhorst
- Schlachtschiff Gneisenau
- Schwerer Kreuzer Lützow
- Schwerer Kreuzer Admiral Hipper
- Leichter Kreuzer Köln
- Leichter Kreuzer Emden
- Leichter Kreuzer Karlsruhe
- Leichter Kreuzer Königsberg

### 31. August 1942
Der Oberbefehlshaber der Kriegsmarine hat zum 1. September 1942, dem 3. Jahrestag der Unternehmung gegen Polen, befohlen, dass in Würdigung des damaligen historischen Einsatzes der Linienschiffe Schleswig-Holstein und Schlesien die Verleihungen für das Flotten-Kriegsabzeichen für die beteiligt gewesenen Besatzungsangehörigen beider Schiffe als voll erfüllt gelten.

### 17. März 1945
Tirpitz-Soldaten, die am Tage der Außergefechtsetzung des Schiffes am 12. November 1944 an Bord waren und denen das Flotten-Kriegsabzeichen noch nicht verliehen wurde, reichen zur nachträglichen Verleihung des Kriegsabzeichens umgehend eine Meldung ein.

## Das Flottenkriegsabzeichen mit Brillanten
Nach Verleihung des Eichenlaubes zum Ritterkreuz des Eisernen Kreuzes war es in der Kriegsmarine üblich, das zuvor verliehene entsprechende Kampfabzeichen mit Brillanten zu verleihen. Folgt man dieser offiziellen Verleihungspraxis, so wäre das Flotten-Kriegsabzeichen mit Brillanten nur an eine einzige Person verliehen worden und zwar dem Admiral Theodor Krancke, nachdem er am 18. Oktober 1944 das Eichenlaub verliehen bekommen hatte. Nach mehrfachen Aussagen Kranckes hat dieser das Abzeichen mit Brillanten nie erhalten.
Eine andere Kuriosität ist die Verleihung des Abzeichens mit Brillanten an den Admiral Otto Schniewind. Schniewind selber hat aber am 21. April 1940 nur das Ritterkreuz des Eisernen Kreuzes verliehen bekommen. Eine Verleihung mit Eichenlaub hat niemals stattgefunden. Umso erstaunlicher ist die Verleihung des Flotten-Kriegsabzeichens mit Brillanten am 30. Juli 1944. Ob es sich um einen Fehler des Buchautors handelt der diese Verleihung niedergeschrieben hat, oder doch eine weitere Verleihung stattgefunden hat, ist derzeit nicht klärbar.
Ergänzend ist zu erwähnen, dass ein zeitgenössisches Original des Flottenkriegsabzeichens mit Brillanten in einer englischen Privatsammlung eines Dr. Heynes in London existiert. Erstmals wurde dieses Abzeichen Herrn Kurt-Gerhard Klietmann im Jahre 1967 zugänglich gemacht. Das Flottenkriegsabzeichen ähnelt in seiner Form dem ursprünglichen Entwurf. Lediglich das Hakenkreuz ist mit 14 Diamanten besetzt und dadurch etwas größer geraten. Es bleibt Spekulation, ob das Privatstück ein nie verliehenes Abzeichen darstellt oder doch eine dritte unbekannte Verleihung stattgefunden hat.

## Trageweise
Das Flotten-Kriegsabzeichen wurde als Steckabzeichen auf der linken Brustseite in und außer Dienst zu allen Uniformen der Wehrmacht getragen. Er konnte auch zu allen Uniformen der Partei und des Staates getragen werden. Zur bürgerlichen Kleidung durfte eine verkleinerte Form (16 mm Nadel) der Auszeichnung am linken Rockaufschlag getragen werden. Bei Festanlässen war ein dementsprechender Miniaturanhänger zum Frackkettchen statthaft.

## Sonstiges
Laut Gesetz über Titel, Orden und Ehrenzeichen vom 26. Juli 1957 ist das Tragen der Auszeichnung in der Version des Dritten Reiches in der Bundesrepublik Deutschland nur ohne nationalsozialistische Embleme gestattet.